# Königsbrunn am Wagram
Königsbrunn am Wagram est une commune autrichienne du district de Tulln en Basse-Autriche.